# John Bulteel (écrivain)
Pour les articles homonymes, voir John Bulteel (1629-1669) et Bulteel.
John Bulteel, né le 26 avril 1627 à Canterbury et mort en 1692, est un écrivain et traducteur anglais.

## Biographie
D'une famille d'huguenots de Tournai ayant émigré en Angleterre (Bulteau, Bulteel), John Bulteel est le cousin germain de l'homme politique John Bulteel.

## Publications
- London's Triumph, or the Solemn and Magnificent reception of that honourable gentleman, Robert Tichburn, Lord Major, 1656.
- Berinthea, 1664.
- Amorous Orontus, or Love in Fashion, 1665, traduction de la comédie L'Amour à la mode de Thomas Corneille.
- Rome exactly described, 1668, traduction du discours d'Angelo Corraro.
- Translation from 1683 of François Eudes de Mézeray's General Chronological History of France.
- Apophthegmes of the Ancients, taken out of Plutarch and others, collected into one volume for the benefit and pleasure of the Ingenious, 1683.

## Sources
- (en) Cet article est partiellement ou en totalité issu de l’article de Wikipédia en anglais intitulé « John Bulteel (writer) » (voir la liste des auteurs).
- "Bulteel, John". Dictionary of National Biography. 7. London: Smith, Elder & Co.
- Vivien Allen, The Bulteels: The Story of a Huguenot Family,  Phillimore & Co Ltd, Chichester, 2004